# Before The Dawn
A Before The Dawn finn melodic death/gothic metal zenekar, 1999-ben alapította Tuomas Saukkonen. Eredetileg egy egyszemélyes projektnek indult. Az első demót ő maga vette fel, teljesen egyedül.

## Lemezek
Az első kislemezére, a Gehennara, bár kapott ajánlatokat, nem voltak elég komolyak ahhoz, hogy elfogadja őket.
A következő lemez, a My Darkness jó kritikákat kapott, és Toumas szerződött a Locomotive Music-kal, akik elvállalták a lemezeik kiadását. A My Darkness lemezt már Panu Willman-nal, Mike Ojala-val és Kimmo Nurmi-val készítette 2003-ban. 
Ezt követte a második albumuk 2004-ben, a 4:17 am. A zenekar 2003-ban együtt koncertezett a Katatonia zenekarral skandináviai és európai turnékon is. 2005-ben, Saukkonen átalakította a zenekart, kirúgta minden tagját, és a helyükre Lars Eikind-et, Juho Räihä-et, és Dani Miettinen-t hozta. Ennek az volt az oka, hogy Saukkonen úgy érezte, a zenekar tagjai nem voltak elég motiváltak és elég profik. Az újjáalakult zenekar 2006-ban adta ki új lemezét, a The Ghost-ot.  2007-ben a zenekar megjelentette a következő albumát, a Deadlight-ot. Az 5. album, a Soundscape of Silence felvétele közben a dobos Dani Miettinen-t kidobták; a zenekar pedig úgy határozott, hogy a dobos helyét üresen hagyják, és csak koncertekre vesznek fel 1-1 embert. Rögtön a 2008. októberi kiadása után, a Soundscape of Silence a finn zenei ranglistán 2. lett.

## Albumok
- My Darkness  (2003)
- 4:17 am  (2004)
- The Ghost  (2006)
- Deadlight  (2007)
- Soundscape of Silence  (2008)
- Deathstar Rising  (2011)
- Rise of the Phoenix  (2012)